# Thomas Hearne
Thomas Hearne (White Waltham, luglio 1678 – Oxford, 10 giugno 1735) è stato un antiquario ed erudito inglese.

## Biografia
Studiò inizialmente con il padre George, pastore di White Waltham, finché un altro pastore anglicano, Francis Cherry, finanziò i suoi studi nella scuola di Bray, conclusi i quali, nel 1696, lo iscrisse presso il St Edmund Hall ad Oxford.
Qui fu notato dal rettore John Mill che gli affidò la cura dei manoscritti della biblioteca e, dopo la laurea conseguita nel 1699, divenne assistente nella Bodleian Library e, nel 1715, direttore della stessa Biblioteca ma l'anno dopo, avendo rifiutato di prestare giuramento di fedeltà a re Giorgio I, dovette dare le dimissioni dall'incarico. 
Curò importanti edizioni a stampa di manoscritti della biblioteca e fu autore di una storia universale, il Ductus historicus, molto nota all'epoca.

## Edizioni
- Benedictus Abbas, De vita et gestis Henrici II. et Ricardi I (1735)
- John of Fordun, Scotichronicon (1722)
- Monaco di Evesham, Historia vitae et regni Ricardi II (1729)
- Thomas Otterbourne e John Whethamstede, Duo rerum Anglicarum scriptores veteres (1732)
- Robert of Gloucester, Chronicle (1724)
- Thomas Sprott, Chronica (1719)
- Anonimo, Vita et gesta Henrici V, (1727)
- Tito Livio Frulovisi, Vita Henrici V (1716)
- Walter of Hemingburgh, Chronicon (1731)
- William of Newburgh, Historia rerum Anglicarum (1719)

## Opere
- Ductor historicus, a Short System of Universal History (1704)
- A Collection of Curious Discourses by Eminent Antiquaries (1720)
- Reliquiae Bodleianae (1703)